# Trentepohlia spiculata
Trentepohlia spiculata är en tvåvingeart som beskrevs av Edwards 1933. Trentepohlia spiculata ingår i släktet Trentepohlia och familjen småharkrankar. Inga underarter finns listade i Catalogue of Life.